# 滋賀県道・京都府道36号大津宇治線

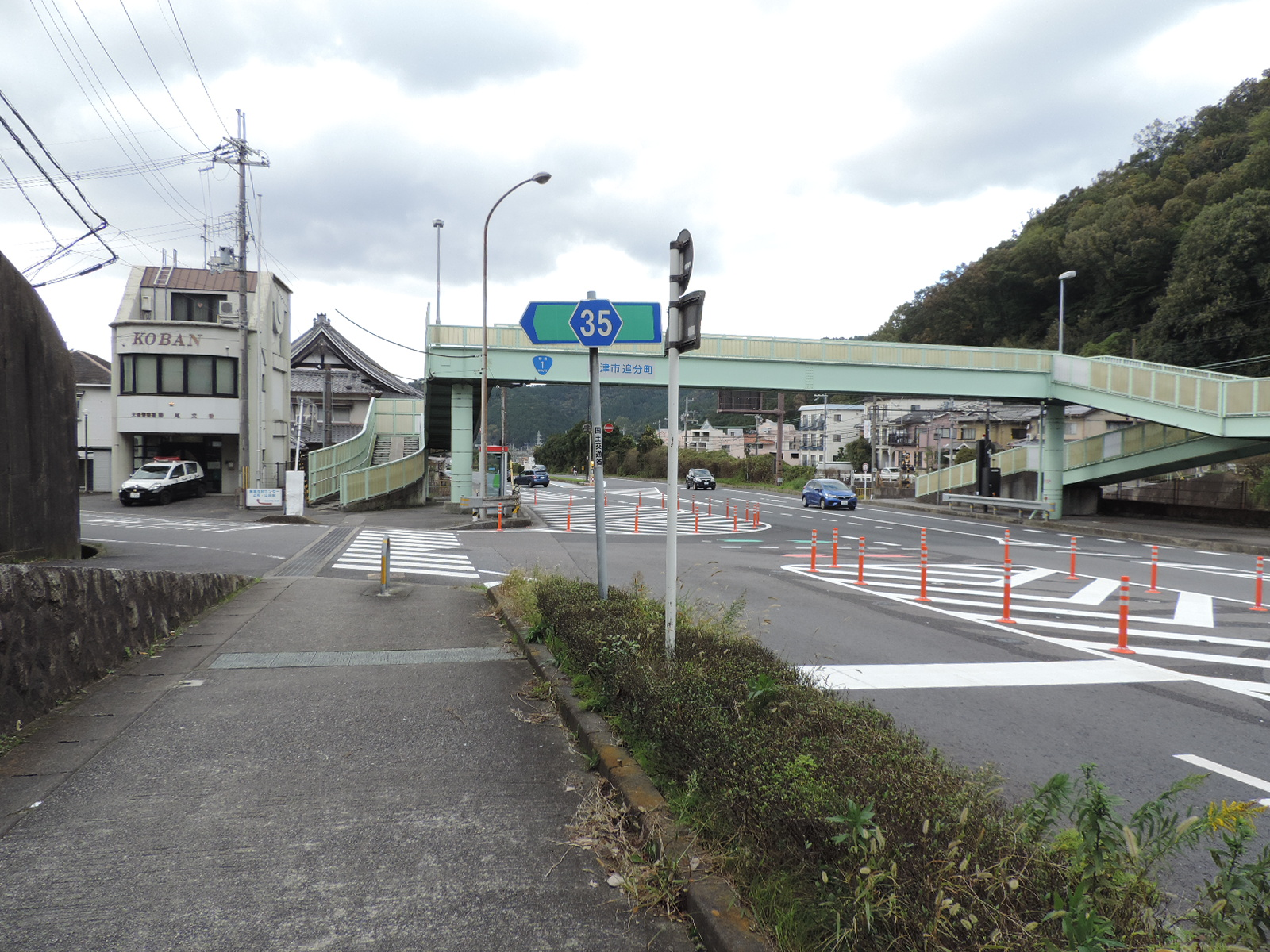
起点付近。途中まで重複区間となるため、標識上では県道35号しか出ていない。

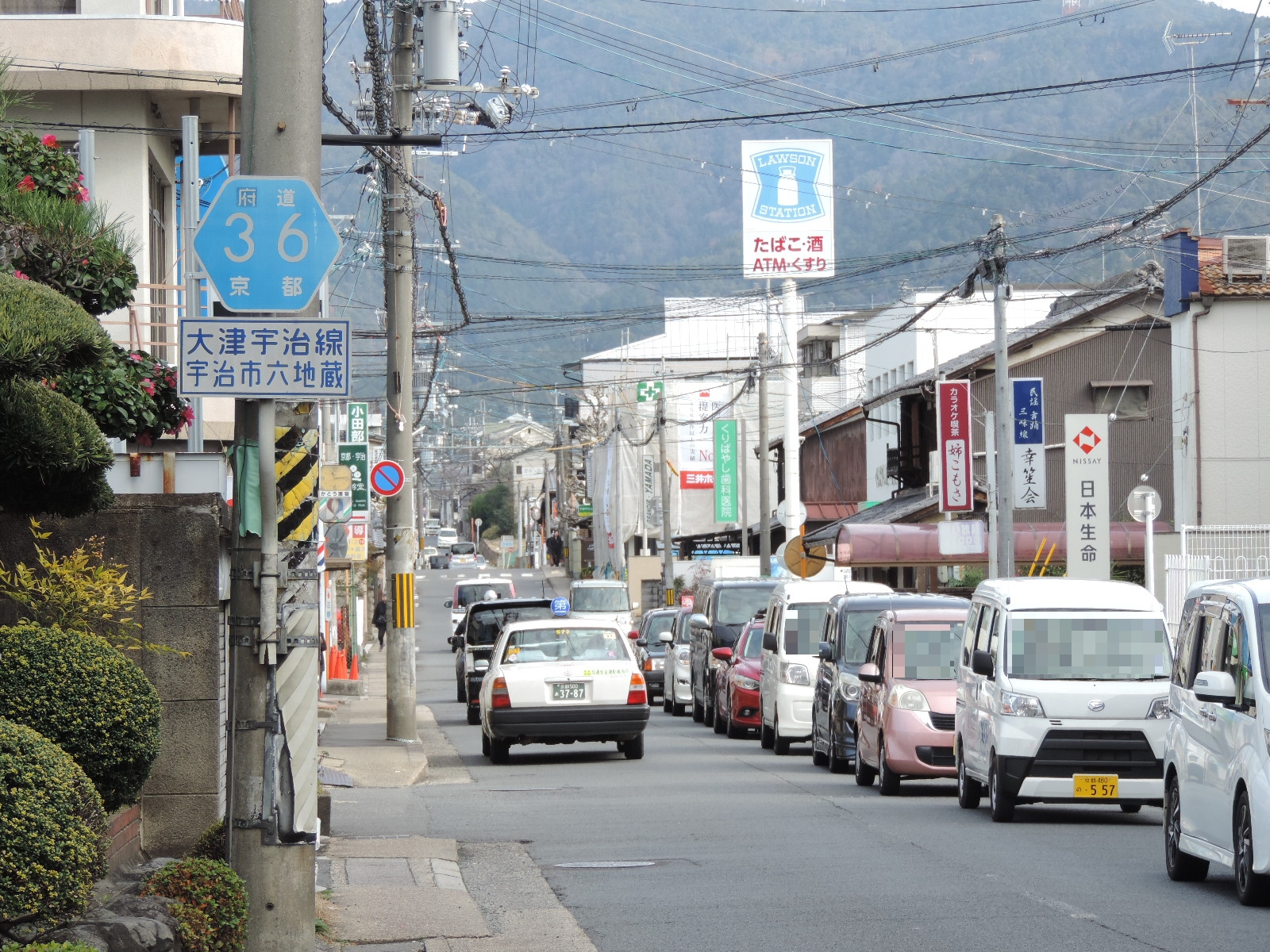
終点付近。宇治市六地蔵

滋賀県道・京都府道36号大津宇治線（しがけんどう・きょうとふどう36ごう おおつうじせん）は、滋賀県大津市追分町を起点に京都府宇治市六地蔵町並交点に至る府県道（主要地方道）である。

## 概要
旧東海道と奈良街道で、道幅は狭いが、途中、バイパスの新奈良街道の区間は戦前に計画されていた京阪電鉄六地蔵線（伏見区石田合場橋-伏見・山科両区の区境付近）の用地が、世界恐慌により計画廃止なったためバイパス道路として流用された。また、大宅の奈良街道沿いにある京阪バス山科営業所は、六地蔵線の山科駅の予定地であった。そのため広い2車線で走りやすい。

### 路線データ
- 起点：滋賀県大津市追分町
- 終点：京都府宇治市六地蔵町並

## 歴史
- 1954年（昭和29年）
  - 1月20日 - 建設省（現・国土交通省）が府道宇治大津線を主要地方道に指定。
  - 9月6日 - 滋賀県が路線認定。
- 1955年（昭和30年）10月18日 - 京都府が路線認定（整理番号 - 主要地方道36）。
- 1993年（平成5年）5月11日 - 建設省から、府県道大津宇治線が大津宇治線として主要地方道に再指定される[2]。

## 路線状況

### 重複区間
- 滋賀県道・京都府道35号大津淀線（大津市追分町、起点 - 京都市山科区小野御所ノ内町）

## 地理

### 通過する自治体
- 滋賀県
  - 大津市 -
- 京都府
  - 京都市（山科区 - 伏見区 - 山科区 - 伏見区）
  - 宇治市（六地蔵）

### 交差する道路
- 国道1号（国道8号重複。大津市追分町、起点）
- 国道1号（京都市山科区音羽前田町）
- 国道1号（京都市山科区大塚森町、山科大塚交差点）
- 京都府道35号大津淀線（京都市山科区小野御所ノ内町）
- 京都府道127号日野薬師線（京都市伏見区石田大山町・石田大山交差点）
- 京都府道7号京都宇治線（宇治市六地蔵町並、終点）

### 沿線にある施設など
- 醍醐天皇後山科陵
- 随心院
- 京都府立東稜高等学校
- 醍醐寺（世界遺産）
- 京都市立醍醐小学校
- 京都市立池田東小学校
- 京都市立醍醐中学校
- 京都銀行 六地蔵支店
- 京都中央信用金庫 六地蔵支店
- 西日本旅客鉄道（JR西日本）奈良線、京都市営地下鉄東西線 六地蔵駅